# لاردوس (دوديكانيسوس)
لاردوس (Λάρδος) هي مدينة في دوديكانيسوس في اليونان.